# ななもり。
ななもり。（本名：柏原真人、1995年6月23日 - ）は、日本の男性配信者。6人組エンタメユニットすとぷりのリーダー。SUPER STATE HOLDINGS株式会社の代表取締役、株式会社STPRの代表取締役、プロデューサー。千葉県出身。

## 概要
本人によると中学1年6月から不登校になり、高校もほとんど行かなかった(将棋のプロを目指しているテイだったが、高校2年の時に将棋のプロを目指すのを中止)。
中学生の時にニコニコ動画を観ていてインターネットの活動を知り、高校3年の時にななもり。として活動を開始。その後、2016年に、ニコニコ動画やツイキャスの配信者、ゲーム実況者に声をかけ、すとぷりを結成し、メンバーを入れ替えながら活動してきた。2019年の4、5月ごろまですとぷりの活動を両親に話していなかった。
すとぷりのリーダーで担当カラーは紫、またはパープルとされている。
グループでの活動のほかには、YouTubeでの「歌ってみた動画」やオリジナル曲の投稿、動画配信サイトでのゲーム実況生放送などの活動をしている。
すとぷりでの公式ペアはななもり。×ジェル（ななジェル）。さとみと共に3人で大人組と呼ばれている。すとぷりの楽曲では作詞を担当することがある。
2020年12月12日に初の3Dモデルでのライブ生配信が行われた。すとぷりのメンバーで3Dモデル姿が披露されたのは、莉犬に次ぎ2人目である。
2022年3月12日、私生活における不貞行為の告発を受け、STPRスタッフのnoteへの投稿を通じて当面の間活動を休止すると発表。同年3月14日、本人のTwitterアカウントで配信者としての活動を無期限休止すると発表。また、自身が務める株式会社STPRの代表については辞任しない意向を示した。
2022年12月14日、ツイキャスにて個人としての活動を再開することを発表。また、活動休止中は裏方に回っており、今後も裏方としてすとぷりの活動を支えていくことを報告した。
2024年1月27日、心身の不調のため活動休止していたジェルと共にグループに復帰し、6人での活動を再開すると発表。
2024年12月22日、会社経営やプロデュース業などの裏方に専念するため、2025年1月からアーティストとしての活動を休止すると発表した。約20の子会社が存在するグループの社長として米国などに飛び回る日々を送るが、すとぷりのメンバーとして歌やダンスの練習をしている間はさまざまな仕事が止まってしまうため、裏方業に注力を決意している。

## 人物
血液型はA型。ライブ前など、緊張した時には好きなアーティストの曲を聴き、テンションを上げ暗示をかけて対処している。好きな食べ物はパンケーキと蒙古タンメン。初めて一人暮らしをしたのは19歳のときであると本人は述べている。

## プロデュース
動画配信者として活動しているあっとくん、2021年3月17日発売のP丸様。の1stフルアルバムである『Sunny!!』、2021年8月11日に発売のKnightA-騎士A-の1stミニアルバム『The Night』(以降、同グループは正式所属)、2023年5月15日(月)にリリースのAMPTAKxCOLORSの1st配信限定EP『RAINBOWxCOLORS』、ゆるキャラのもりうさ、2.5次元歌い手アイドルグループのMeteoritesのプロデュースを行っている。

## ディスコグラフィ

### ミュージックビデオ
| 公開年 | タイトル                       | 制作者                     | 収録アルバム   |
| ------ | ------------------------------ | -------------------------- | -------------- |
| 2018年 | 「宵々ノベル」                 | 檀上大空                   | りめんばー     |
| 2019年 | 「ごめん。正直めっちゃ好き。」 | Mitsuaki Matsunaga         | アルバム未収録 |
| 2019年 | 「タイムマシーン」             | 水呑                       | アルバム未収録 |
| 2020年 | 「悪い人」                     | ヤスタツ                   | アルバム未収録 |
| 2020年 | 「UNCHAIN」                    | OTOIRO、Yuma Saito、ろづ希 | アルバム未収録 |
| 2021年 | 「カナリヤ・バイバイ」         | SPIKE                      | アルバム未収録 |
| 2022年 | 「メルティ」                   | いがきち、しうん           | アルバム未収録 |
| 2023年 | 「N.A.」                       | 三峰/MtsuMne               | アルバム未収録 |

| 公開年 | タイトル                             | 歌手名                   | 制作者             | 収録アルバム            |
| ------ | ------------------------------------ | ------------------------ | ------------------ | ----------------------- |
| 2020年 | 「忍恋」                             | ななもり。×ジェル        | えるいー、nanao    | すとろべりーねくすとっ! |
| 2020年 | 「脳内ピエロ」                       | ななもり。×ジェル×さとみ | ヤスタツ           | すとろべりーねくすとっ! |
| 2020年 | 「ガチやべぇじゃん feat.ななもり。」 | P丸様。 feat.ななもり。  | えいりな刃物       | Sunny!!                 |
| 2021年 | 「空想エレクティカ」                 | ななもり。×ジェル        | MaYuKa、ATUHI      | Believe                 |
| 2024年 | 「スピール」                         | ななもり。×ジェル        | えるいー、110 ito. | Strawberry Prince       |

### 参加作品
| リリース       | タイトル                 | アーティスト | 規格品番  | 参加楽曲 |
| -------------- | ------------------------ | ------------ | --------- | --- |
| 2017年         | はじめてのはっぴょうかい | るぅと       | HH1       | 7.Connecting（るぅと・ころん・ななもり。・莉犬）（原曲:halyosy）                                                                     |
| 2019年3月27日  | すとろべりーすたーと     | すとぷり     | STPR-1000 | 3.非リアドリーム妄想中！（ななもり。×ジェル）                                                                                        |
| 2019年7月3日   | すとろべりーらぶっ!      | すとぷり     | STPR-1001 | 5.キングオブ受動態（ななもり。×さとみ×ジェル）                                                                                       |
| 2020年1月15日  | すとろべりーねくすとっ!  | すとぷり     | STPR-1006 | 7.忍恋（ななもり。×ジェル） 10.脳内ピエロ（ななもり。×さとみ×ジェル）                                                                |
| 2020年11月11日 | Strawberry Prince        | すとぷり     | STPR-1009 | 7.ドラマチックのアンチ (ななもり。×さとみ×ジェル) 16.スピール (ななもり。×ジェル) 1.デリヘル呼んだら君が来た (原曲:ナナホシ管弦楽団) |
| 2021年2月24日  | Believe                  | ジェル       | STPR-1008 | 5.空想エレクティカ（ななもり。×ジェル）                                                                                              |
| 2021年3月17日  | Sunny!!                  | P丸様。      | STPR-1011 | 7.ガチやべぇじゃん（feat.ななもり。）                                                                                                |

### 作詞を担当した楽曲・楽曲提供
- ななもり。
  - りすたーと[35]
  - ごめん。正直めっちゃ好き。[44]（TOKUとの共作）[59]
- すとぷり
  - 苺色夏花火（TOKUとの共作）[60]
  - パレードはここさ（TOKUとの共作）[61]
  - すとろべりーはろうぃんないと（TOKUとの共作）[62]
  - クリスマスの魔法（TOKUとの共作）[63]
  - Don't Give Up!![64]
  - Strawberry Nightmare（TOKUとの共作）[65]
  - 最終列車（TOKUとの共作）[66]
  - Next Stage!![67]
  - Streamer（谷口尚久との共作）[68]
  - ナミダメ（谷口尚久との共作）[69]
- ななもり。×ジェル
  - 非リアドリーム妄想中！（TOKUとの共作）[57]
- さとみ×ころん
  - Code - 暗号解読 -[70]
- あっとくん
  - CrazyClash[71]

## 出演

### テレビアニメ声優
- 妖怪学園Y 〜Nとの遭遇〜（2020年、影野シノブ）[72]

### ゲーム声優
- 妖怪学園Y 〜ワイワイ学園生活〜（2020年、影野シノブ）

### テレビ
- あるある土佐カンパニー（2021年6月10日、テレビ朝日)　- ゲスト出演[73]。

### ラジオ
- JFN系列『SCHOOL OF LOCK!』内「すとぷりLOCKS!」（2020年12月17日[25]、2021年4月21日[27]、2021年6月17日[4]） - ゲスト出演。

## 著書
- 『ぴーまるぶっく!。』（企画・プロデュース：P丸様。×ななもり。、STPR BOOKS／リットーミュージック、2020年9月30日初版発行（同日発売[74]）、ISBN 978-4-8456-3547-4）
- 『莉犬めもりー』（企画・プロデュース：ななもり。、著：莉犬×ななもり。、STPR BOOKS／リットーミュージック[75]、2021年5月24日初版発行（同日発売[76]）、ISBN 978-4-8456-3625-9）
- 『さとみめもりー』（企画・プロデュース：ななもり。、著：さとみ×ななもり。、STPR BOOKS／リットーミュージック、2021年8月19日初版発行（同日発売[77]）、ISBN 978-4-8456-3665-5）
- 『ぴーまる。Diary!!』（企画・プロデュース：ななもり。、著：P丸様。×ななもり。、STPR BOOKS／リットーミュージック、2021年9月30日初版発行（同日発売[78]）、ISBN 978-4-8456-3681-5）
- 『るぅとめもりー』（企画・プロデュース：ななもり。、著：るぅと×ななもり。、STPR BOOKS／リットーミュージック[79]、2021年10月25日初版発行（同日発売[80]）、ISBN 978-4-8456-3690-7）
- 『Unite』（著：KnightA-騎士A-×ななもり。STPR BOOKS／リットーミュージック、2021年12月15日発売[81]、ISBN 978-4-8456-3711-9）
- 『遠井さん オフィシャルファンブック』（企画・プロデュース：ななもり。、著：ジェル×ななもり。、STPR BOOKS、2023年7月28日初版発行（同日発売[82]）、ISBN 978-4-911129-00-5）
- 『AMPTAKxCOLORS Official Fan Book』（企画・プロデュース：ななもり。、著：AMPTAKxCOLORS×ななもり。、STPR BOOKS、2023年8月21日初版発行（同日発売[83]）、ISBN 978-4-911129-01-2）